# گشینتس
گشینتس (به آلمانی: Gschnitz) یک منطقهٔ مسکونی در اتریش است که در اینسبروک لند واقع شده‌است. گشینتس ۵۹٫۱ کیلومتر مربع مساحت دارد ۱٬۲۴۲ متر بالاتر از سطح دریا واقع شده‌است.